# Mytilus trossulus
Mytilus trossulus är en musselart som beskrevs av Gould 1850. Mytilus trossulus ingår i släktet Mytilus och familjen blåmusslor. Arten är reproducerande i Sverige. Inga underarter finns listade i Catalogue of Life.